# 参议院台湾连线
由两党联合组成的美国参议院台湾连线（英語：Senate Taiwan Caucus）专门致力于改善美国与台湾的关系。它在第117届美国国会中有33名议员。众议院的对等机构是國會台灣連線。
该核心连线于2003年9月17日成立。核心连线的创始成员包括：参议员乔治·艾伦（共和党人）、蒂姆·约翰逊（民主党人）、拜伦·多根（民主党人）、迪克·德宾（民主党人）、本·纳尔逊（民主党人）、杰伊·洛克菲勒（民主党人）、基特·邦德（共和党人）、乔恩·凯尔（共和党人）、杰夫·塞申斯（共和党人），萨克斯比·钱布利斯（R-GA）和吉姆·英霍夫（R-OK）。到2003年11月，党团共有18名成员，其中包括汤姆·达施勒（Tom Daschle）和特伦特·洛特（Trent Lott）。在2011年時，参议院台湾连线共有24名成员，并在当年胡锦涛访美期间积极施加压力维护台湾利益。
參院台灣連線共同主席長年都是由民主黨及共和黨在外交委員會及軍事委員會的領袖擔任，民主黨籍共同主席羅伯特·曼南德茲是第117屆國會外交委員會主席，共和黨籍共同主席吉姆·英霍夫是軍事委員會首席議員（在共和黨為參議院多數的時期，則是軍事委員會主席)。在2022年底英霍夫宣布退休，未來由何人接任共和黨籍共同主席，外交部北美司副司長馬博元表示，每次選舉難免會有些好朋友離開，相信共同主席會有很好的接任人選。

## 成员
參院台灣連線沒有正式公布成員名單。下列成员資訊為截至2019年來自網路的資訊。
- 吉姆·英霍夫 (R-OK) 共同主席 [7][8]
- 羅伯特·曼南德茲 (D-NJ) 共同主席
- 约翰·博兹曼 (R-AR)
- 謝羅德·布朗 (D-OH)
- 理查·波爾 (R-NC)
- 比爾·卡西迪 (R-LA)
- 蘇珊·柯琳絲 (R-ME)
- 約翰·康寧 (R-TX)
- 汤姆·科顿 (R-AR)
- 迪克·德賓 (D-IL)
- 林賽·格雷厄姆 (R-SC)
- 查克·葛雷斯利 (R-IA)
- 強尼·艾薩克森 (R-GA)
- 詹姆斯·蘭克福德 (R-OK)
- 乔·曼钦 (D-WV)
- 艾德·马基 (D-MA)
- 傑里·莫蘭 (R-KS)
- 加里·彼得斯 (D-MI)
- 邁克·朗茲 (R-SD)
- 查克·舒默 (D-NY)
- 蒂姆·斯科特 (R-SC)
- 喬恩·泰斯塔 (D-MT)
- 羅傑·威克 (R-MS)
- 榮·懷登 (D-OR)